# Бельск (Полтавская область)
Бельск (укр. Більськ) — село,
Бельский сельский совет,
Котелевский район,
Полтавская область,
Украина.
Код КОАТУУ — 5322280401. Население по переписи 2022 года составляло 453 человека.
Является административным центром Бельского сельского совета, в который не входят другие населённые пункты.

## Географическое положение
Село Бельск находится в 2,5 км от правого берега реки Ворскла,
выше по течению на расстоянии в 3 км расположено село Куземин (Ахтырский район),
ниже по течению на расстоянии в 4 км расположено село Лазки (Зеньковский район),
на противоположном берегу — пгт Котельва.

## История
Село расположено в центре крупного Бельского городища скифской эпохи (VII—III веков до н. э.).
В XVIII веке историк А. Ф. Шафонский безуспешно пытался выяснить происхождение городища. Он писал, что «по многим у бельских и других старейших жителей изведываниям ничего не можно было узнать», сетуя, что «все покрыто тьмою древности». Шафонский предположил, что в старину городищем могли владеть князья Бельские.
Позднее краевед Н. И. Арандаренко записал в Бельске предание об основании села в XV веке неким князем Бельским. Никаких документальных данных, подтверждающих легенду, Арандаренко не привёл. Он считал, что близ нынешнего Бельска в 1399 году произошла знаменитая битва на Ворскле.
Историк и археолог Л. В. Падалка поддержал «бельскую» локализацию битвы на Ворскле, основываясь на происходящих из окрестностей села находках разновременных наконечников стрел. Его мнение о роли Бельского городища как «колонизационного центра» литовской эпохи исследованиями не подтвердилось.

## Экономика
- Свино-товарная ферма.
- ООО «Скиф».

## Объекты социальной сферы
- Детский сад.
- Школа.
- Дом культуры.
- Фельдшерско-акушерский пункт.

## Достопримечательности
- Бельское городище.
- Братская могила советских воинов.